# Conservatoire de Musique de la Ville de Luxembourg
Het Conservatoire de Musique de la Ville de Luxembourg (Nederlands: Conservatorium van de stad Luxemburg, Luxemburgs: Conservatoire vun der Stad Lëtzebuerg) is een conservatorium in Luxemburg-Stad, een van de drie conservatoria in het groothertogdom.

## Geschiedenis
De stad Luxemburg had in de 19e eeuw al een particuliere muziekschool, daarna een publieke school, die in 1881 werd opgeheven. In 1902 werd de gewenste schepping van een conservatorium in de wet vastgelegd en in 1904 bij groothertogelijk besluit bevestigd. Dankzij een erflaat van kunstmecenas Eugénie Dutreux-Pescatore kon in 1906 in haar woonhuis, een voormalige refugium van de abdij van Orval, het conservatorium worden gestart. Het conservatorium had ruimte voor 300 tot 400 leerlingen.
In 1984 werd op de Campus Geesseknäppchen een nieuw gebouw in gebruik genomen. De concertzaal beschikt over een Westenfelder-concertorgel. In het gebouw werden een museum voor oude instrumenten en een muziekbibliotheek ondergebracht.

## Directie
- 1906-1926 Victor Vreuls
- 1927-1940 Lucien Lambotte
- 1944-1953 Lucien Lambotte
- 1953-1953 Richy Muller (ad interim)
- 1953-1959 Walter Kolneder
- 1959-1965 Jean-Pierre Schmit (ad interim)
- 1965-1989 Josy Hamer
- 1989-1995 Roland Hensgen
- 1995-2011 Fernand Jung
- sinds 2011 Marc Meyers

## Docenten en studenten
Docenten
- Michel Hülsemann
- Fernand Mertens
- Pierre Nimax jr.

Studenten
- Maxime Bender
- Doris Drescher
- Pierre Nimax sr.
- Pierre Nimax jr.
- Roland Smeets

## Galerij

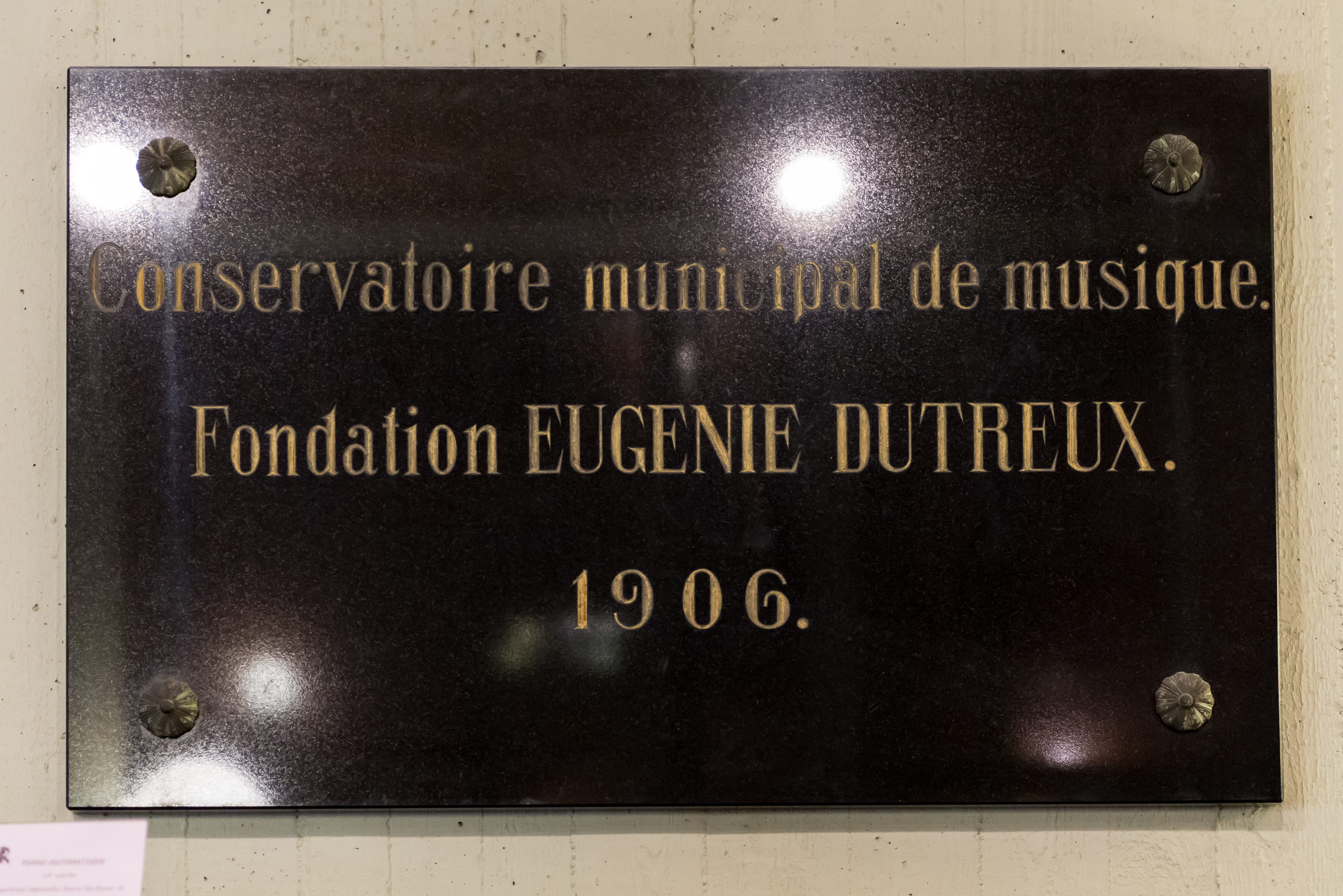
Plaquette ter herinnering aan de oprichting
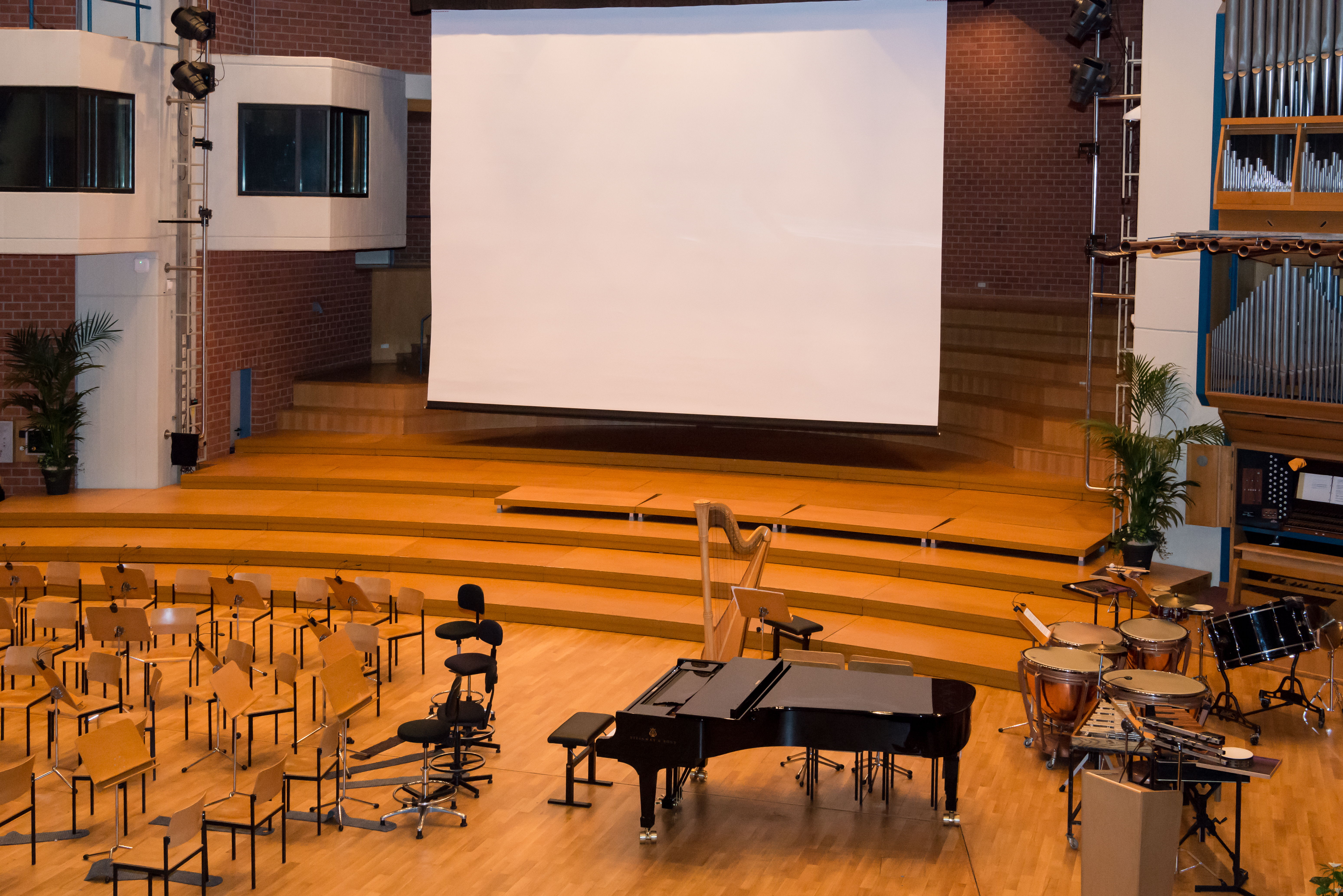
Het auditorium
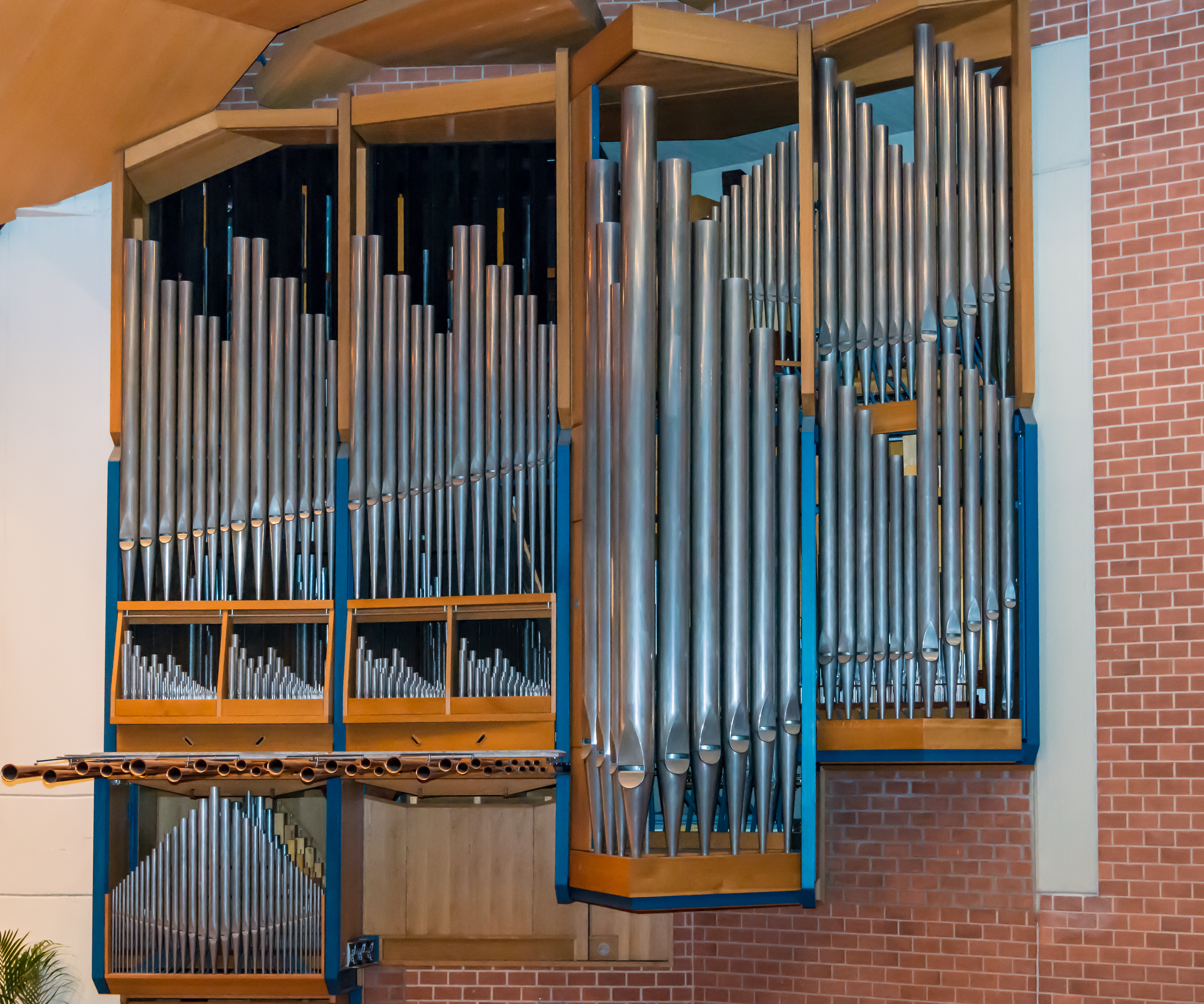
Het Westenfelder-orgel

## Bron
- Dit artikel of een eerdere versie ervan is een (gedeeltelijke) vertaling van het artikel Campus Geesseknäppchen op de Luxemburgstalige Wikipedia, dat onder de licentie Creative Commons Naamsvermelding/Gelijk delen valt. Zie de bewerkingsgeschiedenis aldaar.